# Unterm durchschnitt
unterm durchschnitt war ein deutsches Independent-Label, das 1999 in Göttingen gegründet wurde und bis zu seiner Auflösung in Köln ansässig war.

## Geschichte
Der Name unterm durchschnitt ist einem ehemaligen, gleichnamigen Hamburger Plattenladen entliehen, der am unteren Ende der Straße „Durchschnitt“ in Hamburg-Rotherbaum residierte. Das Label genoss aufgrund seiner politischen wie stilistischen Pionierarbeit Bekanntheit. Seine Bands wurden überwiegend den Genres Emo, Screamo und Post-Hardcore zugeordnet. Die Bands Katzenstreik, Captain Planet und Jet Black gelten als Wegbereiter für viele nachfolgende Bands sich später weiter ausdifferenzierender Stile. Labelbetreiber Andreas Wildner lehnte stilistische Festschreibungen hingegen ab:

„Es ist grundsätzlich immer so, dass Bands und Labels rauswollen aus solchen Begriffen und die Medien sie aber brauchen und schaffen [...] Das waren wir nicht, das wollten wir nicht, wir wollten alles neu zusammenstecken [...] mir geht es bei allem ja auch immer um das Experiment, nicht um eingeschränktes Denken. Sich aufmachen, losgehen, hinterfragen, euphorisch sein.“

 Zum 31. Dezember 2011 löste sich das Label auf.

## Positionierung
unterm durchschnitt verstand sich als ein Plattenlabel, welches neben der Veröffentlichung von Musik auch das eigene Wirken reflektiert und kritisch betrachtet. Dies äußerte sich in kulturkritischen Statements, die das Label im Internet zur Diskussion stellte. So kritisierte unterm durchschnitt 2010 Fanzines und Magazine für ihre zwar stets wohlwollenden aber doch unbefriedigenden Plattenkritiken. Damit würde das Gleiche auf Kosten des Neuen hervorgehoben. Im Fortschritt äußere sich aber die künstlerische Intention. Im Magazin Unclesally*s grenzte man sich gegenüber anderen Plattenfirmen wie folgt ab: „Es gibt keine Partyreihe, keinerlei Merchandise und auch keine anderen Ablenkungsmanöver. Meine Visitenkarte sind die Künstler selbst.“
Im Messereader der Pop Up Messe in Leipzig stellte sich das Unternehmen mit dem Satz „Das Publikum hat ein Recht darauf, nicht angeschmiert zu werden, auch wenn es darauf besteht, angeschmiert zu werden“ dar. Dieses Zitat ist dem Philosophen Theodor W. Adorno entliehen.
Trotz teilweise verhältnismäßig hoher Auflagen entstanden die ersten Veröffentlichungen zum Teil in Handarbeit. Der Druck von Covern und Etiketten sowie Booklets und auch das Falzen und Kleben der Cover-Hüllen erfolgten unter Verzicht auf industrielle Fertigung.

Jet Black veröffentlichten ihre Debüt-7inch auf dem Label

## Vertriebswege
Bis 2004 vertrieb das Label seine Veröffentlichungen selbst. Ab Oktober 2004 gab es einen ergänzenden Deal mit dem Unternehmen „Broken Silence-Independentdistribution GmbH“ sowie darüber über „RecRec“ in der Schweiz, „Ixthuluh“ (Österreich) und „Interpunk“ (USA). Über „Zebralution GmbH“ wurden die Veröffentlichungen auch weltweit als digitale Alben in Download-Shops angeboten. Die labeleigene Edition „The Mensch Gap“ wurde von Freibank Musikverlage administriert.

## Wichtigste Veröffentlichungen
Als Veröffentlichungsträger dienten CD und Vinyl, welche durch spezielle Verpackungen auffällig waren. Die Veröffentlichung I Can’t Relax in Deutschland ist beispielsweise eine gebundene, 60-seitige Buch-CD zum Thema „Popkultur und Nationalismus“, zu welcher Autoren wie Martin Büsser, Roger Behrens und die Gruppe sinistra! Texte und Bands wie Tocotronic, Kante, Kettcar, Die Goldenen Zitronen, Mouse on Mars, Muff Potter, Die Sterne und viele mehr teilweise exklusive Songs beisteuerten. Die Initiative wurde in der bundesweiten Presse (Kulturzeit, Frankfurter Rundschau, Taz, Visions uvm.) auch als Gegenpol zur wenig später gestarteten „Du Bist Deutschland“-Kampagne diskutiert.

## Musiker
- Adolar
- Captain Planet
- Clara Luzia
- Jet Black
- Katzenstreik
- Mikrokosmos23
- Todd Anderson